# Лудвиг I фон Пфирт
Лудвиг I фон Пфирт (на немски: Ludwig I von Pfirt, на френски: Louis I de Ferrette, на латински: Ludovicus comes Ferretensis; † ок. 1180/1189/1190 или 1193) от Дом Скарпон, е от ок. 1160 г. граф на Пфирт/Ферете в Елзас и господар на Ваданс в департамент Жура в Бургундия-Франш Конте, Източна Франция.

## Живот
Той е единственият син на граф Фридрих I фон Пфирт († ок. 1160) и втората му съпруга Стефани дьо Водемонт († 4 декември 1160/1188) от фамилията Дом Шатеноа, дъщеря на граф Герхард фон Водемонт († 1108) и Хайлвиг фон Егисхайм († 1126), дъщеря на Герхард, граф на Егисхайм и Дагсбург, който е брат на папа Лъв IX. Внук е на граф Дитрих от Мусон, Алткирх-Пфирт, Монбеляр, граф на Бар и Вердюн († 1105) и съпругата му Ерментруда Бургундска († 1105), наследничка на Графство Монбеляр, дъщеря на граф Вилхелм I от Бургундия († 1087). Той е роднина на папа Каликст II († 1124) и племенник на Стефан от Бар († 1163), епископ на Мец (1120 – 1163).
Лудвиг I фон Пфирт наследява баща си през 1160 г. като граф на Пфирт. Фамилията получава 1160 г. Ваданс от Фридрих Барбароса, след загубата на Аманс.
Фамилията Скарпон измира през 1462 г. и владенията ѝ отиват на Дом Люксембург-Лини.

## Фамилия
Лудвиг I фон Пфирт се жени за Рихенца/Рихенза фон Хабсбург (* 1160?; † 1180/1188?), дъщеря на Вернер II фон Хабсбург († 1167) и Ита графиня фон Щаркенберг (в Тирол). Те имат децата:
- Лудвиг II фон Пфирт († 1189 в кръстоносен поход), сеньор на Ваданс 1187/1188, женен за Агнес де Саугерн, дъщеря на граф Оуделард II фон Саугерн
- Улрих I фон Пфирт († 27 септември 1197), граф на Пфирт, убит от пфалцграф Ото от Бургундия
- Фридрих II фон Пфирт († 25 януари 1234, убит), граф на Пфирт/Ферете (1194), женен I. за фон Егисхайм, II. пр. 1215 г. за Хайлвиг фон Урах († сл. 1262)
- Хайлвих фон Пфирт/Хелвида фон Мьомпелгард († пр. 1188)